# Poruba-sever
Poruba-sever (německy Hannersdorf-Nord) je katastrální území statutárního města Ostravy o rozloze 315,3 ha tvořící součást městského obvodu Poruba. Nachází se zde část porubského panelového sídliště.

## Historický přehled
Katastrální území Poruba-sever vzniklo roku 1976 a původně zahrnovalo také Martinov, Třebovice a většinu moderního katastru Pustkovce. Současné hranice získala po roce 1990. Většina moderního katastrálního území Poruba-sever tvořila původně většinu původního katastrálního území Pustkovec, část však tvořila také jihozápadní část původního katastrálního území Martinov, část tvořila západní část původního katastru Třebovic, nepatrné části patřily také k původním katastrům Staré Plesné a Poruby.